# NGC 7599
NGC 7599 (другие обозначения — IC 5308, PGC 71066, ESO 347-34, MCG -7-47-33, IRAS23166-4231) — спиральная галактика с перемычкой (SBc) в созвездии Журавль.
Этот объект входит в число перечисленных в оригинальной редакции «Нового общего каталога».